# AZF (chemische fabriek)
AZF (afkorting van AZote Fertisants) was een chemische fabriek van de onderneming Grande-Paroisse, onderdeel van Atofina die alle chemische activiteiten van de groep TotalFinaElf omvat. De fabriek bevond zich op 5 km van het centrum van Toulouse.

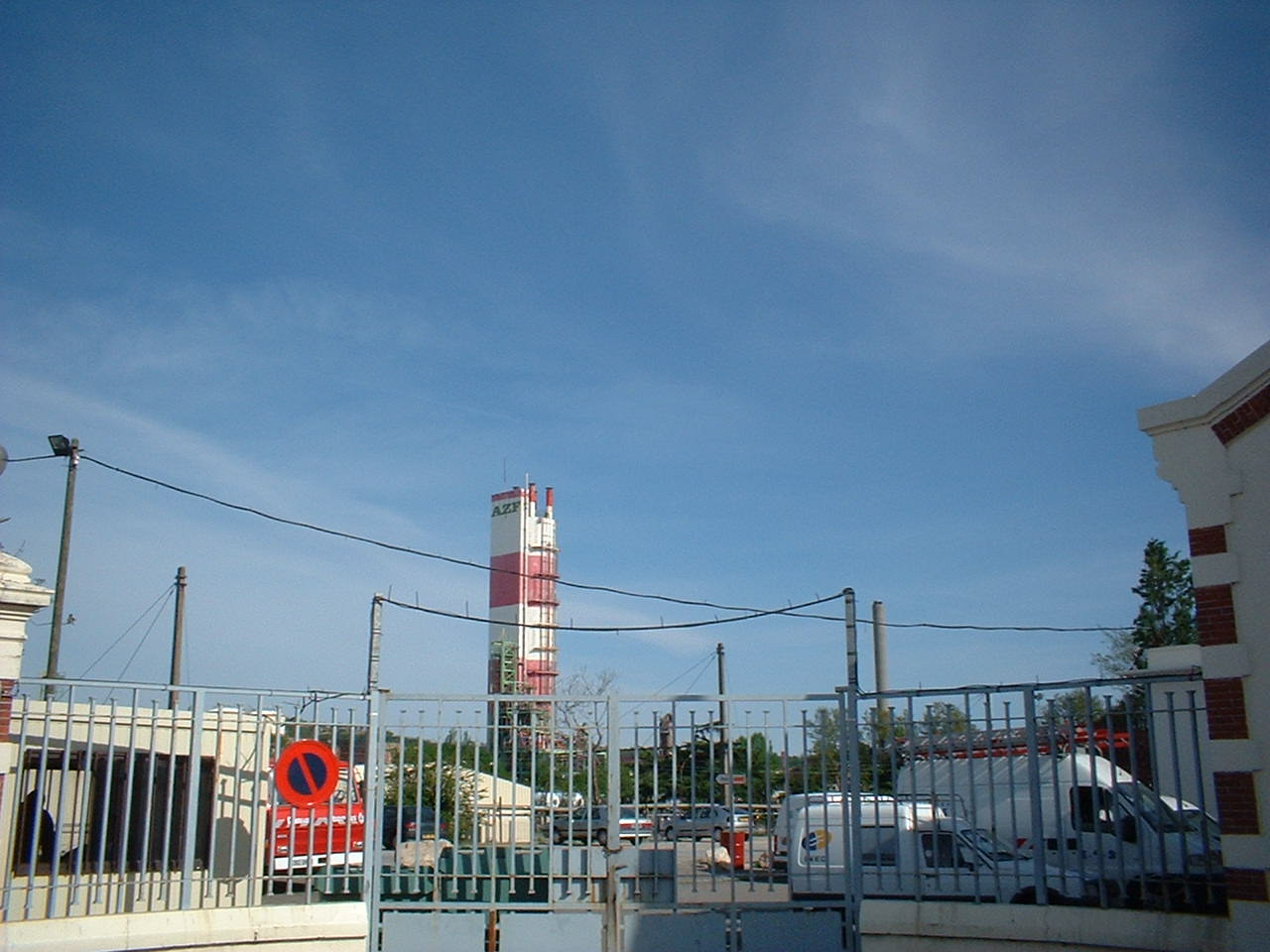
De toren van de AZF-fabriek

Op 21 september 2001 werd de fabriek totaal verwoest door een explosie waarbij meer dan 30 doden vielen. De resten van de fabriek zijn gesloopt en het terrein is nu ingericht als monument. 